# Ans van Gerwen
Anna Maria (Ans) van der Velden-van Gerwen (Eindhoven, 17 januari 1951) is een voormalig Nederlands turnster. Ze nam tweemaal deel aan de Olympische Spelen.

## Biografie
Haar bekendste prestatie haalde zij in 1972 tijdens de Olympische Spelen in München. Na de Nederlandse ploeg naar een 9e plaats geleid te hebben werd zij in de individuele meerkampfinale 19e. Daarmee was ze de beste West-Europese deelneemster. Dit succes werd hoog aangeslagen: het turnteam werd dat jaar de Pahud de Mortanges Trofee toegekend, die toen voor het eerst werd uitgereikt aan de meest opvallende Nederlandse olympisch deelnemer(s). Ook werd zij uitgeroepen tot Sportvrouw van het jaar.
Tijdens de Olympische Spelen van 1976 in Montreal werd zij elfde met de landenploeg. In de individuele meerkamp eindigde ze als 22e.
In Nederland was Van Gerwen in de eerste helft van de jaren '70 de beste turnster. Zij werd viermaal Nederlands kampioen. In 1972 en 1973 won zij ook alle toestelfinales. Dat laatste jaar trad zij in het huwelijk met collega-turner Cor Smulders. Zij hadden samen een restaurant in Aarle-Rixtel. Dit restaurant werd in 2006 verkocht. Thans is Van Gerwen getrouwd met Lambert van der Velden. Zij zijn woonachtig in Aarle-Rixtel.
In haar actieve tijd was ze aangesloten bij Philips Sport Vereniging (PSV) in Eindhoven.